# Le Petit Nicolas
Pour les articles homonymes, voir Le Petit Nicolas (homonymie).
Le Petit Nicolas est une œuvre de littérature d'enfance et de jeunesse française écrite de 1956 à 1965 par René Goscinny et illustrée par Jean-Jacques Sempé. Écrites sous forme de courts récits dans lesquels se mêlent l'humour et la tendresse de l'enfance, les aventures du Petit Nicolas mettent en scène un petit garçon dans un environnement urbain pendant les années 1960. Le personnage y livre ses pensées intimes grâce à un langage enfantin créé par Goscinny et les thèmes sont avant tout ceux de l'enfance (la camaraderie, les disputes, les rapports avec la maîtresse d'école, les premières amourettes...) mais Goscinny y décrypte également le monde complexe des adultes : l'éducation, les disputes familiales, les rapports entre voisins, la relation du père avec son patron, etc.
Il naît le 29 mars 1959 dans les colonnes de Sud-Ouest Dimanche. Publié sous la forme d’un conte illustré, il remporte un vif succès auprès des lecteurs et devient un feuilleton hebdomadaire pendant sept ans. À partir de 1960, les éditions Denoël publient cinq volumes du Petit Nicolas. Considéré comme un chef-d’œuvre de littérature jeunesse, les aventures du célèbre écolier sont devenues un classique.
Ces récits entrecoupés d'illustrations ne comptent que quelques pages et sont généralement indépendants les uns des autres, bien que Nicolas cite parfois une anecdote d'une histoire précédente. L'ensemble de l'œuvre peut être lu sans ordre particulier tandis que certains passages tels que l'origine du surnom du Bouillon – un des surveillants de l'école –, la description du terrain vague ou encore le fait qu'Alceste est « un copain qui mange tout le temps » sont repris très régulièrement et contribuent au style enfantin de la narration.

## Historique

### Origines
C’est dans un magazine belge que débutent les collaborations entre Goscinny et Sempé. Le premier travaille aussi pour un hebdomadaire, Le Moustique, où il publiera environ une trentaine de feuilletons policiers sous les pseudonymes de René Macaire ou René Maldecq. À l’occasion, il dessine les couvertures du magazine. Le second collabore à ce magazine et réalise notamment trois ou quatre dessins représentant un petit garçon, de simples dessins de presse en une case. Le rédacteur en chef demande au dessinateur de lui trouver un nom. Sempé aperçoit une publicité d’un célèbre caviste sur un bus. Ce sera Nicolas.
On rencontre pour la première fois les aventures du Petit Nicolas sous forme de bande dessinée, dans un hebdomadaire belge, Le Moustique, de 1955 à 1956. René Goscinny signe le scénario de ces 28 gags (un par semaine) sous le pseudonyme d'Agostini, alors que Sempé les illustre sous son propre nom. Ce dernier ne se sentant pas à l'aise dans le rôle de dessinateur de bande dessinée, le projet est abandonné.

### La bande dessinée du Petit Nicolas
Le journal demande alors au dessinateur de transformer cette esquisse de personnage en une bande dessinée. Habile au crayon, Sempé n’est ni scénariste, ni écrivain. C’est Goscinny qui imagine et écrit les scénarios. Le 25 septembre 1955 paraît la première planche du Petit Nicolas en bande dessinée. À l’époque, Goscinny multiplie les collaborations et utilise plusieurs pseudonymes. C’est pourquoi les planches sont signées Sempé et « Agostini ». Mais l’aventure fait long feu. René Goscinny organise une réunion pour la défense des droits des auteurs. En retour, il est licencié. Sempé, solidaire, claque la porte. La vingt-huitième et dernière planche paraît le 20 mai 1956.

### Naissance du Petit Nicolas
Trois ans plus tard, Henri Amouroux, le rédacteur en chef de Sud-Ouest Dimanche leur commande une histoire humoristique pour son numéro de Pâques. Inspiré, Goscinny propose à Sempé de réutiliser ce qui a été l’ébauche de leur éphémère collaboration, ce personnage de Nicolas, trop vite abandonné. Les deux amis changent de formule : « Je n’aime pas la bande dessinée. Je n’en ai jamais lu, je n’ai jamais aimé ça. En revanche les dessins humoristiques m’ont toujours passionné », dira Sempé. Goscinny troque alors sa casquette de scénariste pour celle de conteur. « Il arriva avec un texte dans lequel un enfant, Nicolas, racontait sa vie avec ses copains qui avaient tous des noms bizarres : Rufus, Alceste, Maixent, Agnan, Clotaire... Le surveillant général était surnommé Le Bouillon. C’était parti : René avait trouvé la formule », expliquera Sempé qui ajoutera : « Il a tout inventé ».
Le 29 mars 1959 paraît dans Sud-Ouest Dimanche, la première aventure du Petit Nicolas sous forme de conte écrit par Goscinny et illustré par Sempé. À l’origine, un seul épisode des aventures du Petit Nicolas était prévu. Le courrier des lecteurs est enthousiaste et le journal leur demande de continuer. Le succès est immédiat et l'œuvre prend sa forme définitive telle qu'on la connaît actuellement : de courts textes illustrés et non plus une bande dessinée. Le journal Pilote l'accueille également dès son premier numéro en octobre 1959, le jeune écolier y côtoie l’autre création de René Goscinny, Astérix le gaulois, né la même année que le Petit Nicolas. La série connaît un engouement ininterrompu jusqu'en 1965, année au cours de laquelle Goscinny met fin aux aventures de son petit personnage. Les deux hommes partagent le même humour et se comprennent parfaitement. Goscinny écrit intégralement les histoires que Sempé illustre d’un, deux, voire trois ou quatre dessins en noir et blanc, au gré de son inspiration. Au rythme d’une histoire tous les dimanches, Goscinny et Sempé réalisent en 7 ans 222 histoires dont 10 ne seront illustrées qu’en 2008 par Sempé pour l’ouvrage Le Petit Nicolas – Le ballon et autres histoires inédites (IMAV éditions, 2009).
Bien des années plus tard, en 2004, Anne Goscinny, fille de René Goscinny, fonde IMAV éditions qui devient l’éditrice du Petit Nicolas. Elle publie plusieurs volumes des Histoires inédites du Petit Nicolas. Désormais, IMAV est l’éditeur de l’intégralité des livres du Petit Nicolas (15 volumes) et gère tous les droits d’adaptation audiovisuelle et merchandising dans le monde entier.
En mars 2009, le Petit Nicolas fête ses cinquante ans. Cet anniversaire est marqué par la sortie d'un nouveau recueil Le Ballon et Autres Histoires inédites, d'un film et d'une série télévisée d'animation.

## Personnages principaux

### Nicolas et ses copains
- Nicolas : C’est un écolier et il est le héros de l'histoire. Avec lui tout est « chouette ! ». Fils unique, il admire son père et sa mère dont il est « rien fier ». Il a un tas de copains avec qui il a formé la bande des « Vengeurs ».

Alceste est son meilleur ami.
Nicolas est également sous le charme de Marie-Edwige, sa voisine. C’est lui qui raconte l’histoire, comme la raconterait un enfant.
« Le Petit Nicolas est un enfant normal… Il est gourmand, il est bagarreur, il aime jouer au football, il aime s’amuser…ceci dit il est très gentil » confiera Goscinny.
Nicolas n’est pas très bon élève mais il n’est pas le dernier qui est son ami Clotaire. Dans sa tirelire il économise des sous pour s’acheter un avion, quand il sera grand. Il veut être aviateur.
On le reconnaît à peine sur les dessins de groupe car Sempé considère que Le Petit Nicolas est incarné par l’ensemble de la bande de copains et doit à peine se distinguer des autres.
- Alceste : « Alceste, c’est un copain qui est très gros et qui mange tout le temps ». C’est le meilleur ami de Nicolas. Il est gros car il mange tout le temps. Tartine beurrée, brioche, pain au chocolat… et même des fleurs ! Rien ne lui résiste.

Alceste est l’un des rares enfants facilement identifiables ; Sempé le dessine presque toujours en train de se mettre quelque chose dans la bouche. Il a les mains sales ce qui est parfois gênant pour ses copains car quand on lui serre la main, elle est toujours collante. Il est d'humeur assez égale mais n'aime pas partager sa nourriture avec ses copains ce qui crée quelquefois des disputes.
« Il ne faut jamais faire le guignol avec sa nourriture, surtout quand c’est la deuxième tartine de la deuxième récré ». Au football, il n’aime pas courir ce qui arrange ses coéquipiers : « Il est bien, Alceste, comme goal : il est très large et il couvre bien le but ».
Alceste n’est pas sans rappeler d’autres personnages de l’univers de René Goscinny comme Obélix ou Averell Dalton, obsédés par la nourriture. Son nom évoque bien sûr « Le Misanthrope » célèbre pièce de Molière.
- Rufus : camarade de classe et ami de Nicolas. « Il a un sifflet à roulettes et son papa est policier ». Lorsqu'il joue avec ses camarades, Rufus veut être arbitre et participer en même temps. Il refuse de prêter son objet fétiche : « c’est un souvenir de famille ».

Rufus prend très au sérieux le métier de son père dont il est très fier. Chaque fois qu’il se sent un peu déstabilisé, il brandit la menace de son père policier : « Je vais dire à mon papa de donner des tas de contraventions à ton papa ! ».
Le code secret de la bande de copains sera entre autres « Rufus est bête, faites passer ». Il inspire au comédien Jacques Narcy son nom de scène « Rufus ».
- Clotaire : Camarade de classe et ami de Nicolas. "C’est le dernier de la classe. Quand la maîtresse l’interroge, il est toujours privé de récré". Il finit presque inévitablement au coin, toujours le même à gauche du tableau, car il n'apprend rien. Cancre, il collectionne les zéros et les punitions.

Clotaire est le seul des personnages à avoir une télévision chez lui, ce qui lui confère une certaine aura. Il dispose également d’un « vélo de course » avec porte bagage pour faire les courses.
Le jour de la remise des prix, il est miraculeusement récompensé et reçoit « le prix de la camaraderie ».
- Eudes : Camarade de classe et ami de Nicolas. « Il est très fort et il aime bien donner des coups de poing sur le nez des copains ». « Élève dissipé. Se bat avec ses camarades. Pourrait faire mieux » note la maîtresse dans son carnet scolaire.

Eudes impose sa loi : chef de la bande des Vengeurs ou capitaine de l’équipe de foot. Il a le coup de poing facile d’autant qu’il se vexe facilement.
Il a un grand frère Jonas qui fait son service militaire dont il est à la fois jaloux et fier. A la fin de l’année, il remporte le prix de gymnastique.
- Geoffroy : Camarade de classe et ami de Nicolas. « Il a un papa très riche qui lui achète tout ce qu’il veut ».

Son père, « il gagne des tas et des tas d'argent ». et lui offre des cadeaux qu’il apporte à l’école : un appareil photo, un équipement complet de footballeur, une boite de magie… Il vient souvent en classe avec des déguisements : cow-boy, martien, mousquetaire…
Geoffroy est volontiers insolent après Clotaire, l’élève qui récolte le plus de punitions. Il habite une grande maison avec une piscine en forme de haricot. Quand les parents sont demandés à l'école, la mère de Geoffroy se fait représenter par Albert, le chauffeur de sa famille.
Geoffroy est avec Alceste, le compagnon le plus présent dans les aventures de Nicolas. Il rafle généralement « le prix de bonne tenue ». Ce que Nicolas attribue au fait qu’ « il est toujours très bien habillé ».
- Joachim : Ami et camarade de classe de Nicolas. Rêveur et inventif, il répète tout le temps : « C’est moi qui ai eu l’idée » ou « on fera semblant ». Il est volontiers bagarreur et distribue coups de poing et gifles.

Joachim est « terrible aux billes » « La maîtresse ne l’a jamais, jamais une fois félicité » sauf le jour où son frère Léonce est né. On le reconnait sur certains dessins car il porte parfois un béret. Il aura droit au titre de la première édition du cinquième volume « Joachim a des ennuis » paru en 1964 mais qui sera par la suite réédité en : « Le Petit Nicolas a des ennuis ».
- Agnan : Camarade de classe de Nicolas. « C’est le premier de la classe et le chouchou de la maîtresse ». A la récréation il révise toujours ses leçons ». Selon Nicolas :	Il est fou Agnan ! » « Il n’est pas bon camarade et on ne l’aime pas trop ». Seulement « il a des lunettes et on ne peut pas taper sur lui aussi souvent qu’on le voudrait ».

Sans cesse, Agnan dénonce ses camarades qui le traitent de « cafard ». Il pleure très facilement ou pique une crise de nerf lorsqu'il est contrarié ou embarrassé. C'est pourquoi lorsque tout le monde joue au football, Agnan est nommé arbitre ou bien joueur en arrière, voire gardien.
- Maixent : Camarade de classe et ami de Nicolas. « Maixent court très vite, il a des jambes très longues et toutes maigres, avec des gros genoux sales ». C’est le plus grand de la classe.

Susceptible, il est bagarreur. Quand sa sœur aînée Hermione se marie, Maixent devient beau-frère et provoque ainsi la jalousie de ses copains. C’est le moins présent de la bande de Nicolas. Une nouvelle lui est néanmoins intégralement consacrée, « Le Magicien ».
- Marie-Edwige : La jolie petite voisine de Nicolas et fille des Courteplaque, voisins de la famille de Nicolas. Blonde et particulièrement chipie, elle est très amie avec Nicolas et a même fait tourner la tête à quelques-uns de ses camarades (comme Alceste).

« Elle est très chouette, même si c’est une fille. Je crois que l’on va se marier plus tard ».
Capricieuse et autoritaire, elle mène Nicolas par le bout du nez. Quand elle s’exprime, elle a le pouvoir de remuer les paupières très vite, ce qui fait rougir Nicolas. « Il y a une chose que Marie-Edwige aime bien, c’est de voir faire des galipettes, et pour les galipettes, je suis terrible ».
Marie-Edwige aime le piano et la danse. Elle est aussi très coquette :  « Ma poupée (Chantal) et moi, on n’a plus rien à se mettre ! ». Dans l’histoire « Souvenirs de vacances », Nicolas ressent ses premiers émois… On peut se demander s'il n'est pas tombé amoureux de Marie-Edwige.
- Louisette :  Autre jeune fille pour qui Nicolas a de l'intérêt. Des cheveux jaunes, avec des nattes, des yeux bleus, un nez et une robe rouges, elle a un sacré tempérament. « Ça ne m’intéresse pas tes livres, elle m’a dit Louisette (A Nicolas), t’a pas quelque chose de plus rigolo ? »

Après une partie de football, une vitre cassée par Louisette et une punition pour Nicolas, le jeune garçon est séduit : « Elle est chouette, Louisette, quand on sera grands, on se mariera. Elle a un shoot terrible ! ».

### Nicolas et sa famille
- Maman : Comme son mari, la mère de Nicolas n’est jamais nommée autrement que : « maman ». Très tendre avec son fils unique, elle adore son « chéri » et passe beaucoup de temps à la cuisine : « Elle m’a embrassé et elle a dit que, pour ce soir, elle ferait du gâteau ».

Il lui arrive de se mettre en colère : « Elle m’a fait des yeux, ceux avec lesquels il vaut mieux ne pas rigoler ». Pour son fils elle veut une éducation irréprochable et l’abreuve de recommandations. Parfois débordée, elle s’en remet à son mari : « Quand il viendra, tu lui avoueras ce que tu as fait, il te punira… ».
Mais avec son mari les relations sont parfois tendues : « A moi les sales besognes ! ». Les disputes sont sans lendemain, une tarte aux pommes scellant la réconciliation.
Son personnage est joué par Bernadette Lafont dans l’adaptation pour la télévision Tous les enfants du monde (1964), Valérie Lemercier dans les deux premiers films réalisés par Laurent Tirard, puis par Audrey Lamy dans Le trésor du Petit Nicolas réalisé par Julien Rappeneau.
- Papa : Père de Nicolas. Son identité n’a jamais été précisée. Il est « Papa ». Il officie dans un bureau dont le patron est M. Moucheboume et se plaint souvent des difficultés de son travail dont on ignore la nature exacte.

Lorsqu'il rentre à la maison, il aime lire son journal dans son fauteuil et fumer une pipe. Il est généralement plus jovial et indulgent envers son fils que sa femme ne l'est. « C’est le plus gentil de tous les papas… ».
Il aime se vanter auprès de son fils d'exploits scolaires ou sportifs : « Je savais que papa avait été un champion terrible de football, de rugby, de natation et de boxe, mais pour le vélo, c’était nouveau ».
Mais il ne peut jamais montrer à son fils les preuves de ses faits d’armes (médailles ou prix, etc.) qu'il a invariablement perdues « dans le déménagement quand il s'est marié ». À l'occasion d'une visite d'un ancien camarade de classe, Nicolas apprend, qu'à son âge, son père faisait les quatre cents coups.
Anxieux, parfois colérique, volontiers querelleur avec son voisin M. Blédurt, papa se comporte parfois comme un grand enfant. Les disputes avec maman sont sans gravité : « Papa, a dit que non, c’était lui qui avait eu tort et ils se sont mis à rigoler, et ils se sont embrassés ».
L’acteur Michel Lonsdale joue le rôle du père dans l’adaptation pour la télévision en Tous les enfants du monde (1964) et Kad Merad dans les deux premiers films du Petit Nicolas et Jean-Paul Rouve dans le troisième.
- Mémé : « Mémé c’est la maman de maman, je l’aime beaucoup et elle me donne tout le temps des tas de chouettes cadeaux ». Bonbons, chocolats… mais aussi montre, camion, voiture, appareil photo… ce qui a le don d’irriter le père de Nicolas quand arrive un paquet par la poste : « Aïe, aïe, aïe, des catastrophes en perspective ! ».

Avec son gendre, les relations sont tendues et provoque souvent une scène de ménage : « Ah ! Ta mère ! Ça m’étonnait qu’elle ne soit pas encore arrivée dans la conversation, ta mère ».
L’actrice Dominique Lavanant interprète le rôle de Mémé dans le film Les vacances du Petit Nicolas.
- Tonton Eugène : « C’est le frère de papa ; il est gros, raconte des blagues et il rit tout le temps. On ne le voit pas beaucoup, parce qu’il voyage, pour vendre des choses très loin, à Lyon, à Clermont-Ferrand et à Saint-Étienne ».

Aux yeux de Nicolas, ce VRP est un « explorateur ». Héros de l’histoire « Le nez de Tonton Eugène », au cours de laquelle Nicolas écopera d’une punition : « Je ne dois pas apporter de nez en carton en classe d’histoire dans le but de faire le pitre et de dissiper mes camarades ».
- Les autres membres de la famille de Nicolas : Il y a l'oncle Casimir. Les cousins et cousines : Éloi, Roch, Euloge et Lambert ainsi qu’Elvire, Clarisse et Félicité. Les tantes : elles se nomment Pulchérie, Eulogie, Clarisse, Dorothée ainsi que la redoutable tante Mathilde au sans-gêne proverbial.

### Le personnel enseignant
- La maîtresse : Elle instruit la classe de Nicolas et ses copains, ce qui ne va pas sans problèmes. Lorsqu'elle veut gronder un élève, elle se met à le vouvoyer. Bien qu'elle soit parfois sévère, Nicolas la trouve généralement « chouette ».
- Le directeur de l'école : Il apparaît fréquemment lorsque la classe devient trop intenable. Il entre toujours selon la formule rituelle : « Debout », dit la maîtresse. « Assis », dit monsieur le Directeur. Il menace les enfants de les envoyer au piquet s'ils ne sont pas sages, notamment Clotaire.
- M. Dubon alias le Bouillon : Un surveillant à l'école, qui est très sévère. Il est secrètement surnommé « le Bouillon » non parce qu'il bouillonne souvent de colère, mais parce qu'il dit souvent aux élèves « Regardez-moi dans les yeux » et dans le bouillon, il y a des yeux (ce sont les grands qui ont trouvé ce surnom).

Dubon semble être originaire de Corrèze et a été sergent-chef dans la Coloniale. Il utilise un langage assez recherché : « proférer », « sobriquet », etc.
- M. Mouchabière : Un autre surveillant de l'école, plus jeune que Le Bouillon mais pas moins sévère. Les élèves ne lui ont pas encore trouvé de surnom rigolo. Le Petit Nicolas dit de lui : « On a l'impression que ça ne fait pas longtemps qu'il est sorti de l'école. Il est un peu plus vieux que les grands, mais pas tellement plus. »
- Mlle Vanderblergue : C'est la professeur de chant. Elle n'apparaît que dans une seule histoire (On a répété pour le ministre) où elle fait chanter La Marseillaise aux élèves.

### Autres personnages
- Roger Moucheboume : C'est le patron du papa de Nicolas. Il exploite ses employés et leur refuse toujours une augmentation. Il fait parfois des cadeaux à Nicolas. C'est un homme exigeant, mais juste.
- L'inspecteur : Ce personnage n'apparaît que dans une aventure (On a eu l'inspecteur). C'est un homme habillé en noir avec des lunettes et de gros sourcils. On raconte que c'est un sacré blagueur mais qu'il est reparti aussi vite qu'il est venu, à cause de l'attitude des élèves.
- Le ministre : Ce personnage éminent n'est autre qu'un ancien élève de l'école. Nicolas et deux de ses camarades devaient lui apporter des plumeaux pour lui faire honneur mais ils ont été enfermés dans la buanderie à cause de leur indiscipline.
- La remplaçante : Elle remplace la maîtresse de Nicolas et ses amis dans une aventure. Elle est décrite comme une femme âgée, portant des lunettes, et qui postillonne lorsqu'elle parle. Elle est un peu sourde à tel point qu'elle appelle Agnan "Armand" et Clotaire "Hilaire".

### Le voisinage et le quartier
- Mme Courteplaque : Mère de Marie-Edwige, elle adore vanter les qualités de sa fille.
- M. Blédurt : Autre voisin de Nicolas. Il aime taquiner le papa de Nicolas, mais c'est pour rire ! En réalité, ils s'entendent plutôt bien : ils vont pique-niquer ensemble, jouer au croquet ou encore faire des promenades.
- Mme Chouquette : Boulangère et pâtissière, Nicolas et ses amis viennent parfois la voir pour s'acheter leur goûter, surtout Alceste (qui est en fait son chouchou).
- M. Compani : L'épicier de la ville. Il s'agit vraisemblablement d'un homme très sympathique, qui aime bien Nicolas. Il lui offre parfois des biscuits ou des olives à manger, voire un chaton, « Bonbon », que sa chatte « Biscotte » a mis au monde. Malheureusement, la mère de Nicolas ne voudra pas garder le chaton, et l'enfant devra s'en séparer.

## Publications
René Goscinny a écrit 223 histoires au total. 222 d'entre elles ont été rassemblées en huit recueils, 5 du vivant de Goscinny et 3 au cours des années 2000.

### Le Petit Nicolas en livres
En 1960, sort Le Petit Nicolas en librairie chez Denoël qui sera le premier éditeur de la saga. Les cinq premiers volumes qui paraissent chaque année de 1960 à 1964 : Le Petit Nicolas, Les récrés du Petit Nicolas, Les vacances du Petit Nicolas, Le Petit Nicolas et les copains, Joachim a des ennuis (qui sera réédité plus tard sous le titre Le Petit Nicolas a des ennuis). Chaque recueil rassemble une quinzaine d’histoires parues dans Sud-Ouest-Dimanche et Pilote. « Le premier volume n’a absolument pas marché » raconte Sempé. C’est l’émission de télévision, Lecture pour tous animée par Pierre Dumayet qui lance Le Petit Nicolas, grâce à la présence sur le plateau de ses deux créateurs : « Nous avons arrêté avant que cela ne tourne au cauchemar. C’était un style très spécial. Il ne fallait pas que cela tourne au procédé. Cela dit, chaque fois que nous nous voyons, nous sommes tentés de reprendre les aventures du Petit Nicolas… C’est un personnage pour qui j’ai une tendresse toute particulière » déclare Goscinny, qui disparaît en 1977. « Il avait trouvé un ton formidable et qui plaît encore aux enfants d’aujourd’hui, fait remarquer Sempé. Par la suite, il m’a dit, à plusieurs reprises, que le Petit Nicolas était ce qu’il préférait de toute son œuvre ».

### La deuxième vie du Petit Nicolas
En 2004, Anne Goscinny exhume des archives de son père nombre d’histoires inédites en livre, pour la plupart parues dans Sud-Ouest Dimanche. Elle décide, avec l’accord de Sempé, de publier ces inédits chez IMAV, maison d’éditions créée avec son mari Aymar du Chatenet.
Trois autres opus viennent compléter la série chez IMAV éditions :
- Histoires inédites du Petit Nicolas - volume 2 paru en 2006
- Le Petit Nicolas – Le ballon et autres histoires inédites à l’occasion des cinquante ans du personnage en 2009 : cet ouvrage rassemble 10 histoires dont neuf totalement inédites et jamais illustrées par Sempé. Pour l’occasion, le dessinateur opte pour des illustrations en couleur à l’aquarelle. Figure dans cet ouvrage également la toute première histoire du personnage parue le 29 mars 1959 dans Sud-Ouest Dimanche, « L’Œuf de Pâques ».
- Le Petit Nicolas - La bande dessinée originale paru en 2017 qui rassemble les 28 planches publiées entre 1955 et 1956 dans Le Moustique.

IMAV éditions est devenue la maison-mère du Petit Nicolas et publie désormais l’intégralité du catalogue, y compris les anciens titres parus chez Denoël. IMAV éditions gèrent également les droits d’adaptation audiovisuelle et merchandising pour le monde entier.
Une série de grandes expositions patrimoniales dont l’une à l’Hôtel de Ville de Paris (150 000 visiteurs en 2009) ou encore à La Fondation Louis Vuitton (2019) ainsi que quatre films au cinéma et deux séries télévisés ont largement contribué à la notoriété du personnage dont Sempé dira « Le Petit Nicolas est indémodable car lorsque nous l’avons créé il était déjà démodé ».

### Histoires originales

#### Recueils publiés du vivant de Goscinny
- Le Petit Nicolas (1960) - 19 histoires.
- Les Récrés du petit Nicolas (1961) - 17 histoires.
- Les Vacances du Petit Nicolas (1962) - 18 (+1) histoires.
- Le Petit Nicolas et les Copains (1963), récompensé par le prix Alphonse-Allais - 16 histoires.
- Joachim a des ennuis (1964) - 16 histoires, qui sera réédité à partir de 1987 sous le titre Le Petit Nicolas a des ennuis.

#### Recueils inédits, publiés après le décès de Goscinny
Histoires inédites du Petit Nicolas (2004) 80 histoires inédites publiées par Anne Goscinny et Sempé. Ces histoires avaient déjà été publiées dans Sud-Ouest Dimanche, mais jamais sous forme de livre.
Ce recueil de 2004 a été édité au format de poche (Gallimard jeunesse, coll. "Folio junior") en 5 volumes dont les titres sont :
- vol. 1 : Les Bêtises du Petit Nicolas
- vol: 2 : Le Petit Nicolas voyage (en bonus : Roma ou l'aventure automobile, récit inédit qui conte les dangers de la circulation en Italie).
- vol. 3 : La Rentrée du Petit Nicolas.
- vol. 4 : Le Petit Nicolas et ses voisins
- vol. 5 : Les Surprises du Petit Nicolas

Histoires inédites du Petit Nicolas - volume 2 (2006) 45 autres histoires inédites.
Ce recueil de 2006 a été édité au format de poche (Gallimard jeunesse, coll. "Folio junior") en 3 volumes dont les titres sont :
- vol. 6 : Le Petit Nicolas s'amuse
- vol. 7 : Le Petit Nicolas, c'est Noël !
- vol. 8 : Les Bagarres du Petit Nicolas

Le Ballon et Autres Histoires inédites (2009). Les dix dernières histoires non publiées en livre de Nicolas (dont la toute première histoire parue en 1959, L'œuf de Pâques), illustrées par 70 aquarelles réalisées en 2008 par Sempé.
- vol. 9 : Le Ballon et autres histoires inédites (Folio junior)

La totalité des histoires inédites ont d’abord été publiés en 4 volumes chez IMAV éditions.
- Histoires inédites du Petit Nicolas, préface Anne Goscinny, 80 histoires (2004) – Globe de cristal 2006 - Prix de la presse pour les arts et la culture.
- Histoires inédites du Petit Nicolas, volume 2, préface Anne Goscinny, 45 histoires (2006)
- Le Ballon et autres histoires inédites, préface Anne Goscinny, 11 histoires (2009)
- Le Petit Nicolas, la bande dessinée, 28 planches de bande dessinées (2017)

L’intégralité de l’œuvre a été rééditée en 15 volumes. Elle est désormais disponible chez IMAV (éditions cartonnées) et en édition de poche chez Folio et Folio Junior (Gallimard) et en éditions numériques.
1. Le Petit Nicolas
2. Le Petit Nicolas et les copains
3. Les Vacances du Petit Nicolas
4. Les Récrés du Petit Nicolas
5. Le Petit Nicolas a des ennuis
6. Les Bêtises du Petit Nicolas
7. Le Petit Nicolas voyage
8. Le Petit Nicolas et ses voisins
9. La Rentrée du Petit Nicolas.
10. Les Surprises du Petit Nicolas
11. Le Petit Nicolas s'amuse
12. Les Bagarres du Petit Nicolas
13. Le Petit Nicolas, c'est Noël !
14. Le Petit Nicolas le ballon et autres histoires inédites
15. Le Petit Nicolas, la bande dessinée

- Le Grand livre du Petit Nicolas, Gallimard Jeunesse / IMAV éditions, 2020.

### Traductions

#### Latin
Le Petit Nicolas en latin – Pullus Nicolellus. Traduction Elisabeth Antébi et Marie France Saignes, IMAV éditions, novembre 2012

#### Langues régionales
La collection « Le Petit Nicolas dans les langues de France »
Les éditions IMAV ont traduit le Petit Nicolas dans les 75 langues de France officiellement référencées.
- Le Petit Nicolas en langue corse - Niculinu in corsu. Juin 2013
- Le Petit Nicolas en breton - Nikolazig e brezhoneg. Novembre 2013
- Le petit Nicolas en picard - Ch'tchot Colas in picard. Novembre 2014
- Le Petit Nicolas en créole de Réunion -Ti Nikola kréol Rénion. IMAV / Caraïbéditions. Juillet 2014
- Le Petit Nicolas en créole de Martinique -Ti Nikola-a kréyol Matinik. IMAV / Caraïbéditions. Juillet 2014
- Le Petit Nicolas en créole de Guadeloupe - Ti Nikola kréyol Gwadloup. IMAV/Caraïbéditions. Juillet 2014
- Le Petit Nicolas en créole de Guyane -Ti Nikola-a kréyol Gwiyanè. IMAV / Caraïbéditions. Juillet 2014
- Le Petit Nicolas en yiddish - אַלאָקינ רעניילק רעד שידיִי ףיוא Août 2013
- Le Petit Nicolas en arabe maghrébin - Nicolas Ṣṣghir beddarija Lughat Franṣa Livre bilingue. Août 2013
- Le Petit Nicolas en arménien occidental - Փոքրիկ Նիկոլը արեւմտահայերէն Livre bilingue. Février 2015
- Le Petit Nicolas en vosgien-lorrain - Lé p'tit Colâs en vosgien – lorrain. Livre bilingue. Septembre 2015
- Le Petit Nicolas en provençal - Lo Pichon Micolau en provençau Livre bilingue. Juin 2016
- Le Petit Nicolas en gascon - Lo Petit Nicolau en gascon Livre bilingue. Juin 2016
- Le Petit Nicolas en niçois - Lou Pichin Nicoulau en nissart Livre bilingue. Septembre 2017
- Le Petit Nicolas en vivaro-alpin - Lo pechon Nicolau en occitan vivaro-aupenc Livre bilingue. Décembre 2018
- Le Petit Nicolas en auvergnat - Lo petiòt Nicolau per auvernhàs Livre bilingue. Décembre 2018
- Le Petit Nicolas en languedocien - Lo pichòt Nicolau en occitan lengadocian Livre bilingue. Décembre 2018
- Le Petit Nicolas en limousin - Nicolaudon en lemosin Livre bilingue. Avril 2019
- Le Petit Nicolas en normand - Le P’tit Colas en normaund Livre bilingue. Septembre 2020

#### Langues étrangères
| Français            | Le Petit Nicolas   |
| Albanais            | Nikolasi           |
| Allemand            | Der kleine Nick    |
| Anglais             | Little Nicholas    |
| Basque              | Nikolas Txiki      |
| Bulgare             | Малкият Никола     |
| Catalan             | El petit Nicolas   |
| Chinois simplifié   | 小尼古拉           |
| Chinois complexe    | 小淘氣尼古拉       |
| Coréen              | 꼬마 니콜라        |
| Croate              | Nikica             |
| Danois              | Jeppe              |
| Espagnol            | El pequeño Nicolás |
| Estonien            | Väike Nicolas      |
| Finlandais          | Pikku Nikke        |
| Gallois             | Nioclás Beag       |
| Grec                | Ο μικρός Νικόλας   |
| Hébreu              | ניקולא הקטן        |
| Hongrois            | A kis Nicolas      |
| Italien             | Il Piccolo Nicolas |
| Japonais            | プチ・ニコラ       |
| Latin               | Pullus Nicolellus  |
| Néerlandais         | De kleine Nicolaas |
| Norvégien           | Nikolai            |
| Polonais            | Mikołajek          |
| Portugais           | O menino Nicolau   |
| Portugais brésilien | O Pequeno Nicolau  |
| Tchèque             | Malý Mikuláš       |
| Roumain             | Micuţul Nicolas    |
| Russe               | Малыш Николя       |
| Serbe               | Malog Nikole       |
| Slovaque            | Malý Mikuláš       |
| Slovène             | Nikec              |
| Thaï                | หนูน้อยนิโกลา         |
| Turc                | Pıtırcık           |
| Ukrainien           | Малий Ніколя       |
| Vietnamien          | Nhóc Nicolas       |

## Discographie (enregistrements parlés)
- Le Petit Nicolas / Sempé, Goscinny, aut. ; musiques originales de Patrice Gomis ; lu par Brigitte Lecordier. - Paris : Éditions Gallimard Jeunesse, P 2004. - 2 disques compacts (2 h) + 2 f. de pl. Prod. : Paris : Gallimard Jeunesse, P 2004. - Gallimard jeunesse A 53556 (boîte). -  (EAN 3260050668583)
- Les Vacances du petit Nicolas / Sempé, ill. ; Goscinny, aut. ; Manuel Dubigeon et Hervé Mallet, mus. ; texte lu par Rémy Dévèze, Véronique Françaix, Barbara Hurel, Marie-Pierre Sanson. - Édition spéciale. - Paris : Gallimard ; Lagny-Sur-Marne : distrib. Société de distribution des produits de l'édition, 1987 (cop.). - 1 livre (186 p.) : ill., couv. ill. en coul. ; 18 cm. - 2 cass. audio (2 h). - (Folio junior). Cop. 1987.  (ISBN 2-07-033457-0) (livre). -  (ISBN 2-07-058460-7) (Coffret) : 130 F. - Gallimard jeunesse A58460 (Boîte).
- Le Petit Nicolas et ses copains / Sempé, ill. ; Goscinny, aut. ; Manuel Dubigeon et Hervé Mallet, mus. ; texte lu par Rémy Dévèze, Véronique Françaix, Barbara Hurel, Marie-Pierre Sanson. - Édition spéciale. - Paris : Gallimard ; Lagny-Sur-Marne : distrib. Société de distribution des produits de l'édition, 1988 (cop.). - 1 livre (184 p.) : ill., couv. ill. en coul. ; 18 cm. - 2 cass. audio (2 h). - (Folio junior). Cop. 1988.  (ISBN 2-07-033475-9) (livre). -  (ISBN 2-07-058458-5) (Coffret) : 130 F. - Gallimard jeunesse A58458 (Boîte).
- Les Récrés du petit Nicolas / Sempé, ill. ; Goscinny, aut. ; Manuel Dubigeon et Hervé Mallet, mus. ; texte lu par Rémy Dévèze, Véronique Françaix, Barbara Hurel, Marie-Pierre Sanson. - Édition spéciale. - Paris : Gallimard ; Lagny-Sur-Marne : distrib. Société de distribution des produits de l'édition, 1987 (cop.). - 1 livre (181 p.) : ill., couv. ill. en coul. ; 18 cm. - 2 cass. audio (2 h). - (Folio junior). P 1994. - Cop. 1987.  (ISBN 2-07-033468-6) (livre). -  (ISBN 2-07-058459-3) (Coffret) : 130 F. - Gallimard jeunesse A58459 (Boîte).

#### Au cinéma

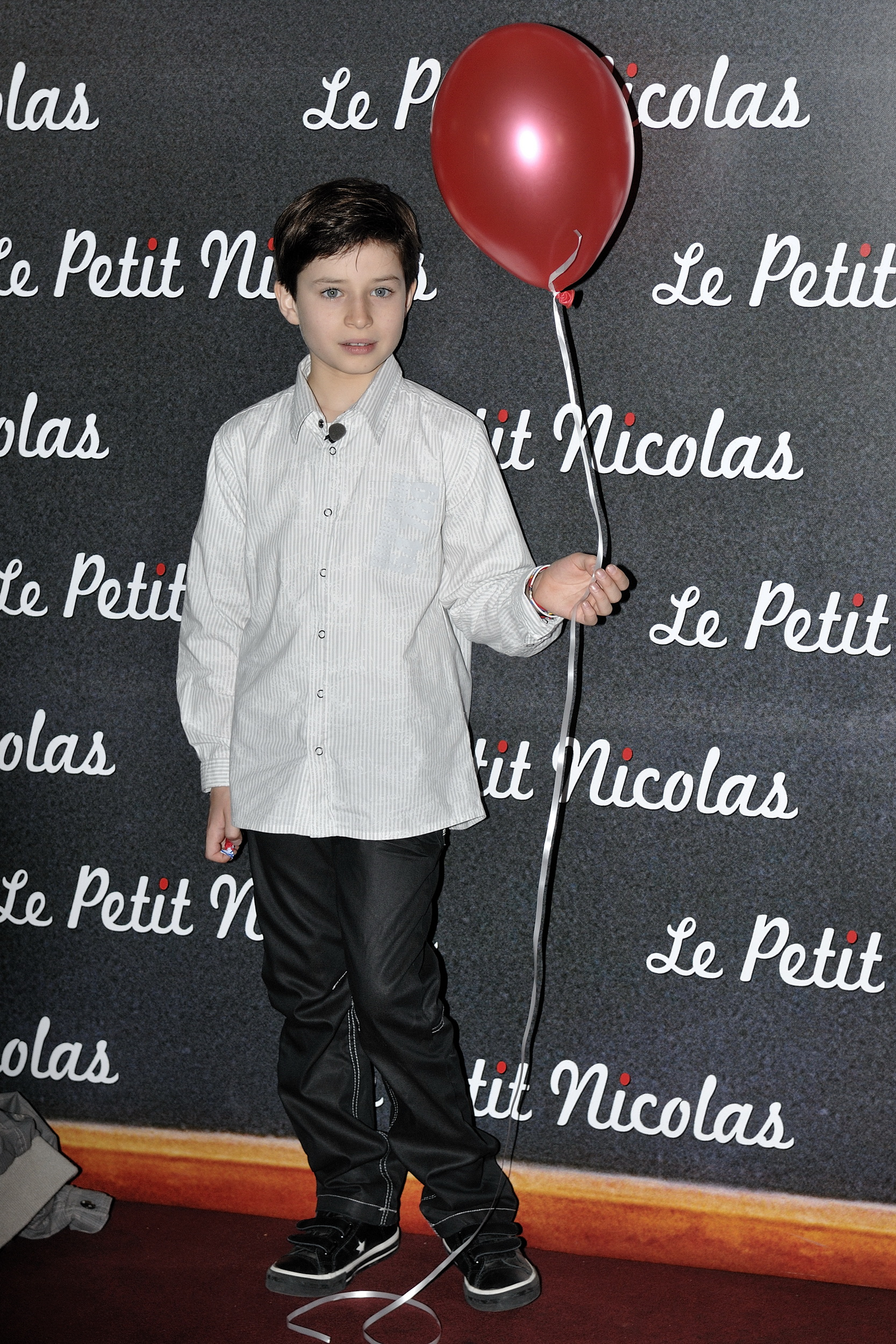
Maxime Godart, interprète du Petit Nicolas de Laurent Tirard, sorti en 2009.